# 한일병합

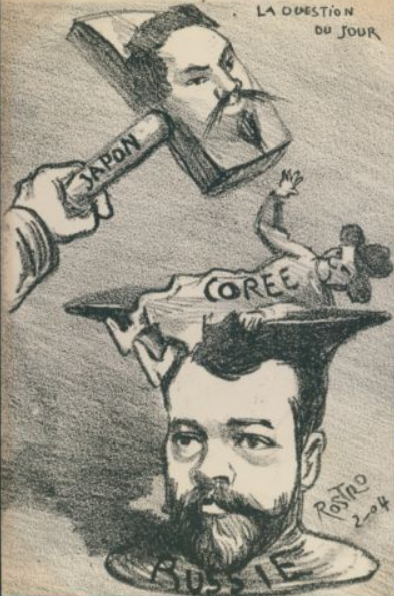
일본과 러시아에 압사당하는 한국

한일강제병합(韓日倂合) 혹은 한일합병(韓日合倂), 경술국치(庚戌國恥)란 1910년 8월 29일 한일병합조약에 의거해 일본 제국과 친일파가 대한제국을 멸망시킨 사건을 의미한다. 1910년 8월 29일 병합 조약의 공포와 함께 일본 제국 천황이 대한제국이라는 국호를 고쳐 조선이라 칭하는 안건과 한국 병합에 관한 조서를 공포하여 한국이 일본에 강제 병합되었다. 다른 말로는 국권피탈(國權被奪), 한일합방(韓日合邦), 한일병탄(韓日竝呑)이라고 불렀다

## 같이 보기
- 일제강점기
- 한일합방을 요구하는 성명서
- 한일병합조약